# 遊星爆弾
遊星爆弾（ゆうせいばくだん）は、アニメ『宇宙戦艦ヤマト』『宇宙戦艦ヤマト2199』に登場する架空の兵器。

## 概要
ガミラス帝国が使用する惑星間小惑星攻撃である。小惑星や隕石を標的となる惑星に落着させ、生命体や生態系に多大な被害をおよぼす。また、この兵器は地球をガミラス人の生活に適した放射能の豊富な環境に改造するという役割も持っている。
西暦2190年代初頭から始まった惑星間小惑星攻撃により、地球上の海が蒸発して地上の生命が死滅するという破壊と殺戮の限りを尽くす。地表は放射能で汚染されたため、生き残った人類は地下都市を構築して抵抗するものの汚染は地下にまでおよび、滅亡の淵まで追いやられる。
ガミラス軍冥王星前線基地によるコントロール下で1日あたり数十発が地球へ到達していたが、ヤマトによる攻撃で同基地が壊滅させられた以降、遊星爆弾の攻撃は止むことになる。

## ゲームにおける設定
PlayStation版『宇宙戦艦ヤマト 遥かなる星イスカンダル』では、小惑星の前方に人工的に作ったマイクロブラックホールの質量誘導により、小惑星に運動エネルギーを与えて遊星爆弾へ変えるという設定になっている。
PlayStation 2版『宇宙戦艦ヤマト イスカンダルへの追憶』では、デスラーはガミラス星の爆発によって暴走したイスカンダルを制御する方法として、この遊星爆弾の原理を応用することを提案する。

## 『宇宙戦艦ヤマト2199』
エッジワース・カイパーベルト天体に属する微惑星を反射衛星砲によって推進し、地球へのコリジョンコースに乗せることで遊星爆弾にするという設定が加えられている。また、地球侵攻当初は使用されておらず、火星域における艦隊戦での敗退によって艦隊での地球攻略を断念した後に考案された代替策と設定されている。
微惑星内部には環境改造用植物の種子が埋め込まれており、地球へ衝突すると同時に種子が散布され、発生した植物が放出する胞子により、大気が改造されていく。そのため、本作では放射能汚染の設定は存在しない。また、地球側によって「型式MN3」などの型式が与えられており、形状は『宇宙戦艦ヤマト』での球体から不定形へ変更されている。

## 松本作品における類似の兵器
『ヤマト』シリーズの主要スタッフである松本零士の他作品にも、これと同様あるいは類似した兵器などが登場する。
漫画『宇宙海賊キャプテンハーロック』では、これに似た無数の発熱飛行物体が登場し、ハーロックが「遊星爆弾の一種か？」と乗組員に問う場面がある。
漫画『新竹取物語 1000年女王』では、地球の乗っ取りをたくらむ惑星ラーメタル側の宇宙船として、アフリカ大陸の1.5倍にもおよぶ大きさの大陸を利用した、「大陸船」が登場。地球の大気圏に突入した際に大陸船は粉砕し、その内部から宇宙船「宮殿船」が出現する。ラーメタル側はその際に生じた無数の破片を隕石として地球に落着させ、質量兵器として利用する。また、映画版『1000年女王』では地球に無数の隕石が落下して東京が天変地異に見舞われるという場面があり、遊星爆弾を彷彿とさせるものとなっている。
『宇宙戦艦ヤマト』の1000年後である西暦3199年を舞台とした『新宇宙戦艦ヤマト』では、ダークィーンらが放った「遊星爆弾モドキ」が北極海に落下するが、影響は北極海の氷が吹き飛ばされるのみに留まる。
アニメ作品『宇宙交響詩メーテル 銀河鉄道999外伝』では、メテオシェルと呼ばれる類似の兵器が登場。ラーメタルの機械化を進めるメーテルの母・ラー・アンドロメダ・プロメシュームのいる首都に向け、反乱軍の首謀者が使用する場面がある。

## その他
- 大和田秀樹の漫画『ムダヅモ無き改革』では、月に逃れたナチス・ドイツが保有する地球攻撃用のレールガンの砲弾が遊星爆弾と呼ばれている。